# Héros (album)
Pour les articles homonymes, voir Héros (homonymie).
Albums de Eddy Mitchell
Ma dernière séance
(2011) Big Band
(2015)
Héros est le trente-cinquième album studio d'Eddy Mitchell. Il sort en 2013 sur le label Polydor.

## Histoire
Enregistré à Los Angeles au studio Henson et à Paris au studio Guillaume Tell ainsi qu'au studio Ferber, l'album est réalisé par Larry Klein et Pierre Papadiamandis.

## Liste des titres
| No  | Titre                                                               | Auteur                                                                         | Durée |
| --- | ------------------------------------------------------------------- | ------------------------------------------------------------------------------ | ----- |
| 1.  | Le goût des larmes                                                  | Claude Moine - Pierre Papadiamandis                                            | 4:04  |
| 2.  | Les vrais héros                                                     | Claude Moine - Pierre Papadiamandis                                            | 4:11  |
| 3.  | Premiers printemps                                                  | Claude Moine - Pierre Papadiamandis                                            | 3:49  |
| 4.  | Pour tuer le temps (Dum dum, dee, dee, dum, dum) (Happy Song)       | Claude Moine (adaptation) - Otis Redding, Stephen Lee Cropper                  | 3:50  |
| 5.  | La cour des grands                                                  | Claude Moine - Pierre Papadiamandis                                            | 3:24  |
| 6.  | J'veux qu'on m'aime                                                 | Claude Moine - Pierre Papadiamandis                                            | 4:58  |
| 7.  | T'es pas doué pour l'amour                                          | Claude Moine - Pierre Papadiamandis                                            | 6:01  |
| 8.  | Final Cut                                                           | Claude Moine - Michel Amsellem                                                 | 4:05  |
| 9.  | T'es seul, tu stresses, t'es mal (I'M So Lonesome And I Could Cry)  | Claude Moine (adaptation) - Hank Williams                                      | 3:16  |
| 10. | Léo                                                                 | Claude Moine - Michel Amsellem                                                 | 4:17  |
| 11. | La complainte du phoque en Alaska (en duo avec Nolwenn Leroy)       | Michel Rivard                                                                  | 5:09  |
| 12. | Aux anges (présentation des musiciens E. Mitchell et Jean Dujardin) | Eddy Mitchell (id au crédit des auteurs du livret de l'album) - Michel Gaucher | 6:06  |

## Musiciens
Enregistré au studio Henson (Los Angeles), par Ryan Freeland ; sauf cuivres enregistrés par Andrew Hey.
- Vince Mendoza : arrangements cordes
- Jean-Yves D'Angelo : direction d'orchestre
- Jerry Hey : arrangement cuivres
- Steve Cropper, Dean Parks, Fred Tackett : guitares
- Booker T., Bill Payne : claviers
- Charlie McCoy : harmonica, vibraphone
- Russ Hicks : pedal steel guitar
- Vinnie Colaiuta, Matt Chamberlin, Peter Erskine : batteries
- Lee Sklar : basses
- Gabe Witcher : violon
- Jack Ashford : tambourin, vibraphone
- Gary Grant, Dan Higgins, Larry Hall, Andy Martin : cuivres
- La Waku Family : backing vocals

- Christophe Briquet : direction des cordes
- David Braccini : violon solo
- Anne Gravoin : chef des 2èmes violons
- Lise Berthaud : alto solo
- Jérôme Lefranc : violoncelle solo
- Igor Boranian : contrebasse solo

- Michel Gaucher : saxophone ténor (sur Aux anges)

- Aux anges, voix et saxophone enregistrés, par Ray Freeland et Denis Caribaux au studio Guillaume Tell et cordes par Jeff Ginouvés au studio Ferber, à Paris.